# Опера «великого шолома»
Опера «великого шолома» (англ. Grand Slam Opera) — американська короткометражна кінокомедія Бастера Кітона 1936 року.

## Сюжет
Елмер Баттс є учасником в аматорському шоу в надії виграти перший приз … танцями та жонглюванням!

## У ролях
- Бастер Кітон — Елмер Баттс
- Даяна Льюїс — дівчина
- Гарольд Гудвін — лідер групи
- Джон Інс — полковник Кроу
- Бад Джемісон — шериф
- Едді Фетерстон — водій